# Мнджоян, Арменак Левонович
Армена́к Лево́нович Мнджоя́н (арм. Արմենակ Լևոնի Մնջոյան; 1904—1970) — армянский советский химик-органик. 
Академик АН Армянской ССР, доктор химических наук, профессор (1944). Герой Социалистического Труда (1969). Заслуженный деятель науки Армянской ССР (1961).

## Биография
Родился 23 ноября 1904, Сарыкамыш Карсской области.
В 1928 — окончил Московский химико-фармацевтический институт.
В 1933 — окончил Ереванский медицинский институт.
В годы Великой Отечественной войны организовал лабораторию, занимавшуюся созданием и внедрением в производство медикаментов военно-санитарного назначения.
1928—1938 — заведующий химико-фармацевтический лабораторией Наркомздрава Армянской ССР.
1942—1949 — директор специальной лаборатории Минмедпрома СССР и Минздрава Армянской ССР
Заведующий кафедрами химии
- 1937—1951 — ЕГУ
- 1937—1946 — Ереванского медицинского института

1945—1949 — директор Химического института АН Армянской ССР
1949—1955 — директор Лаборатории фармацевтической химии
1955—1970 — директор Института тонкой органической химии АН Армянской ССР
1953—1960 — вице-президент АН Армянской ССР
1964—1967 — академик-секретарь Отделения химических наук АН Армянской ССР
1953—1967 — член Президиума АН Армянской ССР
1957—1962 — ответственный редактор журнала «Известия АН Армянской ССР. Серия хим. наук».
Умер 20 февраля 1970 г. в Ереване.

## Сочинения
- Исследования в области синтеза новых анестезирующих средств. [Сообщ. 1 — 4], «Журнал общей химии», 1946, т. 16, вып. 4-5, 7
- Исследование в области производных замещенных уксусных кислот. Сообщ. 1-9, «Доклады [АН Армянской ССР]», 1955, т. 20, № 1 — 5; т. 21, № 1. 3. 5; 1957, т. 25, № 1 (совм. с др.)
- Синтез Сукцинилхолина и некоторых его аналогов. Доклад… (Ереван. 14 июня 1957), Ереван 1957 (совм. с О. Л. Мнджонн)

Основные исследования посвящены проблеме зависимости биол. активности орг. веществ от их строения.
Осуществил многочисленные синтезы орг. в-в различных классов и исследовал зависимость их биол. действия (анестетического, курареподобного, спазмолитического и др.) от хим. строения. Исследовал растительное сырье АрмССР. Создатель научной школы химиков-органиков.
Автор целого ряда лекарственных препаратов, нашедших всесоюзное и мировое признание: сукцинилхолин, ганглерон, субехолин, арфенал, месфенал и др.

## Достижения
- член-корреспондент Академии наук Армянской ССР (1950)
- действительный член Академии наук Армянской ССР (1953)
- доктор химических наук
- профессор (1944)
- заслуженный деятель науки Армянской ССР (1961)

## Награды
- Герой Социалистического Труда (13.03.1969)[2]
- Орден Ленина (4.01.1955, 27.04.1967, 13.03.1969)
- Орден Трудового Красного Знамени (24.11.1945)
- Орден Красной Звезды[3]

## Разное
С 1971 года имя Арменака Левоновича Мнджояна носит Институт тонкой органической химии АН Армянской ССР.